# Rudna Wielka (województwo dolnośląskie)
Rudna Wielka (niem. Gross Räudchen) – wieś w Polsce położona w województwie dolnośląskim, w powiecie górowskim, w gminie Wąsosz.

## Podział administracyjny
W latach 1945–1954 siedziba gminy Rudna Wielka. W latach 1975–1998 miejscowość położona była w województwie leszczyńskim.

## Nazwa
W księdze łacińskiej Liber fundationis episcopatus Vratislaviensis (pol. Księga uposażeń biskupstwa wrocławskiego) spisanej za czasów biskupa Henryka z Wierzbna w latach 1295–1305 miejscowość wymieniona jest w polskiej formie Rudna.